# 대마 (바둑)
대마(large group of stones)는 반면의 넓은 곳에서 공방을 진행 중인 미생의 많은 돌들을 의미한다. 곤마의 형태를 취하는 경우가 적지 않다.